# Edda (ciruela)
Edda es una variedad cultivar de ciruelo (Prunus domestica), de las denominadas ciruelas europeas.
Una variedad de ciruela criada en la década de 1950 en la « "State Experimental Station, Njos" » (Estación Experimental Estatal de Nijos), Noruega, como cruce de 'Czar'  x  'Prune Peche'.
Las frutas de tamaño grande de forma ovalada alargada, ligeramente asimétrica, tienen piel color  púrpura a azulado con algunas lenticelas de color marrón amarillento, y pulpa de color amarillo verdoso es de textura firme y muy jugosa. Los frutos tienen un alto contenido de azúcar. Tolera las zonas de rusticidad según el departamento USDA, de nivel 5 a 8.

## Historia
'Edda' variedad de ciruela europea que fue obtenida en la década de 1950 en el « "State Experimental Station, Njos" » (Estación Experimental Estatal de Nijos), en las proximidades de Oslo (Noruega), resultado del cruce efectuado de 'Czar' como "Parental Madre" x  polen de 'Prune Peche' como "Parental Padre". Fue introducida en los circuitos comerciales en 1970.
'Edda' está cultivada en diversos bancos de germoplasma de cultivos vivos, tales como en National Fruit Collection (Colección Nacional de Fruta) de Reino Unido con el número de accesión: 1973-072 y Nombre Accesión : Edda.

## Características
'Edda' árbol de porte erguido, abierto y de gran vigor que es algo resistente al cancro bacteriano. Flor blanca, que tiene un tiempo de floración que comienza a partir del 21 de abril con el 10% de floración, para el 26 de abril tiene una floración completa (80%), y para el 3 de mayo tiene un 90% de caída de pétalos.
'Edda' tiene una talla de tamaño grande de forma ovalada alargada, ligeramente asimétrica, con peso promedio de 35.8 g;epidermis tiene una piel color púrpura azulado con algunas lenticelas de color marrón amarillento en la cáscara, recubierta de abundante pruina, fina, azulada; sutura con línea poco visible, de color algo más oscuro que el fruto. Situada en una depresión muy suave, algo más acentuada junto a cavidad peduncular; pedúnculo de longitud mediano, fuerte, con una longitud promedio de 11.05 mm; pulpa de color amarillo verdoso es de textura firme y muy jugosa. Los frutos tienen un alto contenido de azúcar.
Hueso no adherente a semi adherente, grande, alargado, asimétrico, con el surco dorsal muy ancho y profundo, los laterales más superficiales, zona ventral poco sobresaliente, superficie rugosa.
Su tiempo de recogida de cosecha se inicia en su maduración a finales de julio. La producción se produce con regularidad.

## Usos
Se usa comúnmente como postre fresco de mesa buena ciruela de postre de fines de verano.
También se usa por su alto contenido de azúcar lo convierte en una excelente opción para enlatar y secar.